# 2001-es Dakar-rali
A 2001-es Dakar-rali 2001. január 1-jén rajtolt Párizsból, és 2001. január 21-én ért véget Dakar városában. A 23. alkalommal megrendezett versenyen 133 motoros 113 autós és 30 kamionos egység indult.

## Útvonal
A versenyzők 10.219 km megtétele után, Franciaország, Spanyolország, Marokkó,  Mauritánia és Mali érintésével jutottak el a Szenegál fővárosába  Dakarba.
| Szakasz | Dátum      | Honnan                | Hová                  | Össztáv (km) |
| ------- | ---------- | --------------------- | --------------------- | ------------ |
| 1       | január 1.  | Párizs                | Narbona               | 916          |
| 2       | január 2.  | Narbona               | Castellón de la Plana | 565          |
| 3       | január 3.  | Castellón de la Plana | Almería               | 445          |
| 4       | január 4.  | Nador                 | Er Rachidia           | 603          |
| 5       | január 5.  | Er Rachidia           | Ouarzazate            | 572          |
| 6       | január 6.  | Ouarzazate            | Goulimine             | 608          |
| 7       | január 7.  | Goulimine             | Smara                 | 489          |
| 8       | január 8.  | Smara                 | El Ghallaouiya        | 628          |
| 9       | január 9.  | El Ghallaouiya        | El Ghallaouiya        | 518          |
| 10      | január 10. | El Ghallaouiya        | Atar                  | 440          |
|         | január 11. | Pihenőnap             |                       |              |
| 11      | január 12. | Atar                  | Nuakchott             | 508          |
| 12      | január 13. | Nuakchott             | Tidjikja              | 508          |
| 13      | január 14. | Tidjikja              | Tidjikja              | 535          |
| 14      | január 15. | Tidjikja              | Tichit                | 243          |
| 15      | január 16. | Tichit                | Néma                  | 409          |
| 16      | január 17. | Néma                  | Bamako                | 776          |
| 17      | január 18. | Bamako                | Bakel                 | 804          |
| 18      | január 19. | Bakel                 | Tambacounda           | 292          |
| 19      | január 20. | Tambacounda           | Dakar                 | 564          |
| 20      | január 21. | Dakar                 | Dakar                 | 95           |

## Végeredmény
A versenyt összesen 76 motoros, 53 autós és 12 kamionos fejezte be.

### Motor
|    | Versenyző        | Motor |
| -- | ---------------- | ----- |
| 1. | Fabrizio Meoni   | KTM   |
| 2. | Jordi Arcarons   | KTM   |
| 3. | Carlo de Gavardo | KTM   |

### Autó
|    | Versenyző            | Motor      |
| -- | -------------------- | ---------- |
| 1. | Jutta Kleinschmidt   | Mitsubishi |
| 2. | Maszuoka Hirosi      | Mitsubishi |
| 3. | Jean-Louis Schlesser | Schlesser  |

### Kamion
|    | Versenyző          | Motor |
| -- | ------------------ | ----- |
| 1. | Karel Loprais      | Tatra |
| 2. | Yoshimasa Sugawara | Hino  |
| 3. | Johann Peter Reif  | MAN   |